# Megaco
Megaco（H.248）はメディアゲートウェイコントロールプロトコルアーキテクチャの実装の1つで、IPネットワーク上および公衆交換電話網 (PSTN) 上のメディアゲートウェイを制御する。基本アーキテクチャとプログラミングインタフェースは RFC 2805 に記述されていたもので、Megacoの規格は現在では ITU-T勧告 H.248.1 となっている。
コンピュータネットワーク間でマルチメディアのストリームをやり取りするためのメディアゲートウェイを制御するプロトコルである。通常、IPネットワークとPSTNの間、またはIPネットワーク内でVoIPサービスを提供するのに使われている。
Internet Engineering Task Force (IETF) と国際電気通信連合の ITU-T Study Group 16が共同で策定したプロトコルである。IETFはこの規格を RFC 3015 として公表していたが、後にRFC 3525に置換された。Megaco という呼称はIETFでのものである。ITUは後にこのプロトコルの所有権を独占することになり、IETF版は歴史的なものと再分類された。ITUはこれまで H.248.1を3版まで公開しており、最新版は2005年9月のものである。
H.248と言った場合、H.248.1の基本プロトコルの規格だけでなく、様々な拡張の定義を含む。
メディアゲートウェイコントロールプロトコルアーキテクチャのもう1つの実装があり、MGCPと呼ばれている。機能的にはよく似ているが、プロトコルの実装が異なり、非互換である。